# Kienersrüti
Kienersrüti foi uma comuna da Suíça, no Cantão Berna, com cerca de 49 habitantes. Estendia-se por uma área de 0,74 km², de densidade populacional de 66 hab/km². Confinava com as seguintes comunas: Kirchdorf, Noflen, Uetendorf, Uttigen.
A língua oficial nesta comuna era o Alemão.

## História
Em 1 de janeiro de 2014, passou a formar parte da comuna de Uttigen.